# Communauté de communes du Grand Lussan
Die Communauté de communes du Grand Lussan ist ein ehemaliger französischer Gemeindeverband (Communauté de communes) im Département Gard und der Region Languedoc-Roussillon.

## Mitglieder
- La Bastide-d’Engras
- Belvézet
- La Bruguière
- Fons-sur-Lussan
- Fontarèches
- Lussan
- Pougnadoresse
- Saint-Laurent-la-Vernède
- Vallérargues

## Quelle
- Le SPLAF - (Website zur Bevölkerung und Verwaltungsgrenzen in Frankreich (frz.))